# ژان دارک (فیلم ۱۹۰۰)
ژان دارک (فرانسوی: Jeanne d'Arc‎) یک فیلم صامت و کوتاه فرانسوی به کارگردانی ژرژ ملی‌یس است که در سال ۱۹۰۰ منتشر شد. از بازیگران آن می‌توان به ژان د آلسی، بلووت برنون و ژرژ ملی‌یس اشاره کرد.کرد.